# Superstar Car Wash
Superstar Car Wash es el cuarto álbum de estudio de la banda originaria de Buffalo, The Goo Goo Dolls, lanzado el 16 de febrero de 1993. Superstar car wash o SSCW marca el fin de la era de Takac y el comienzo de la era de Rzeznik.
Superstar Car wash fue en realidad un autolavado del lugar William Street dicha calle se encuentra en la región de Buffalo, E.U.A lugar originario de la banda.
De este álbum lanzaron el sencillo: We Are the Normal.

## Lista de canciones
| N.º | Título                                                         | Duración |  |
| 1.  | «Fallin' Down» (Rzeznik)                                       | 3:18     |  |
| 2.  | «Lucky Star»                                                   | 3:06     |  |
| 3.  | «Cuz You're Gone» (Rzeznik)                                    | 3:31     |  |
| 4.  | «Don't Worry»                                                  | 2:25     |  |
| 5.  | «Girl Right Next to Me» (Rzeznik)                              | 3:44     |  |
| 6.  | «Domino»                                                       | 2:37     |  |
| 7.  | «We Are the Normal» (Rzeznik, Takac, Tutuska, Paul Westerberg) | 3:38     |  |
| 8.  | «String of Lies»                                               | 3:08     |  |
| 9.  | «Another Second Time Around»                                   | 3:01     |  |
| 10. | «Stop the World» (Rzeznik)                                     | 3:32     |  |
| 11. | «Already There»                                                | 2:45     |  |
| 12. | «On the Lie» (Rzeznik)                                         | 3:18     |  |
| 13. | «Close Your Eyes»                                              | 2:25     |  |
| 14. | «So Far Away»                                                  | 3:57     |  |